# Ильчигулово (Свердловская область)
Ильчигулово — деревня в Свердловской области, входящая в муниципальное образование Артинский городской округ. Расположена в 29 км на юго-юго-запад от административного центра — посёлка городского типа Арти. Является частью Малокарзинского сельского совета.

## Население
По данным 2010 года, в деревне проживает 296 человек.